# Jan in 't Veld
Jan in 't Veld (16 december 1925 - Leiden, 27 januari 2005) was een Nederlands vliegtuigbouwkundige en hoogleraar industriële organisatie bij de afdeling Werktuigbouw aan de Technische Universiteit Delft. Hij was in Nederland een van de pioniers op het gebied van de toepassing van systeemtheorie in de bedrijfskunde en het management.

## Biografie

### Jeugd, opleiding en vroege carrière bij Fokker
In 't Veld werd geboren in 1925 als zoon van Joris in 't Veld, voormalig minister en een van de grondleggers van de bestuurswetenschappen in Nederland, en Antje (Peeters) in 't Veld. Na de hogereburgerschool in Haarlem begon hij na de oorlog in 1945 met de studie vliegtuigbouwkunde aan de Technische Hogeschool Delft, In mei 1951 studeerde hij hier af onder Hendricus van der Maas op het gebied van sterkteberekeningen voor de vliegtuigbouw.
In de studie had In 't Veld zich gespecialiseerd in de constructieve richting, maar trad op voorspraak van Van der Maas nog voor zijn afstuderen in 1950 in dienst bij Fokker in een bestuurlijke functie. In de beginjaren was hij betrokken bij de productie van Gloster Meteor, waar hij werd belast met verbetering van de productieorganisatie.
Bij Fokker in maart 1957 werkte In 't Veld mee aan het opstellen van grondregels voor de lijnproductie in het vliegbedrijf, die werden toegepast bij de opzet van de productie van de Fokker F-27. In 't Veld werd daarbij productieleider.
In 't Veld werkte in die tijd ook aan de opzet van de productielijn voor de F104 Starfighter. Fokker had met enkele andere bedrijven een order ontvangen voor de productie van 350 stuks, die uiteindelijk met een tempo van een vliegtuig per anderhalve dag moest worden afgeleverd.
Vanaf 1963 was hij bedrijfsdirecteur van de productielijn van de Fokker F28 met Henk Bikker als zijn directe assistent. Over de verbetering van de organisatie van de lijnproductie publiceerde In 't Veld rond 1965 intern twee monografieën en extern enige tijdschriftartikelen.
Binnen het KIvI was hij actief bij de aldaar pas opgerichte Sectie voor Bedrijfsorganisatie. Hij was in dat kader een van de gastsprekers aan de Technische Hogeschool Delft na het plotselinge overlijden van Jacob Louis Mey in 1966.

### Academische carrière en verdere activiteiten
Van 1968 tot 1993 was hij hoogleraar Industriële Organisatie aan de Faculteit Werktuigbouwkunde en de Faculteit Lucht- en Ruimtevaarttechniek aan de Technische Universiteit Delft. In deze tijd heeft hij samen met professor Pierre Malotaux een eigen systeemkundige benadering ontwikkeld voor organisatieproblemen, die wel de Delftse school of Delftse School voor Bedrijfskunde genoemd wordt.
In 't Veld heeft verschillende commissariaten bekleed, onder andere bij Oldelft (tegenwoordig Thales Optronics), Ferro Holland, en Gouda Vuurvast. Van 1976 tot 1992 was hij tevens burgercurator van de KMA te Breda, en van 1993 tot 2000 was hij programmaleider van de TSM Business School. In 1990 ontving hij de Conrad's Premie van het KIVI NIRIA, voor zijn bijdragen aan het inzichtelijk maken van de technische wetenschappen en de toepassing daarvan. In 2003 ontving hij ook de BAAA Award van KIvI NIRIA Afd. Bedrijfskunde en in 2004 door werd hij door deze vakafdeling benoemd tot Lid van Verdienste.
Bekende oud-studenten van In 't Veld zijn de oud-topfunctionarissen als Jeroen van der Veer van Shell, Gertjan Kroon het GVB in Amsterdam, Jan Zaaijer voormalig van Fokker en BBA (openbaar vervoer), en Bernard Dijkhuizen van Ziggo. Ook Jan Bots, hoogleraar aan Nyenrode Business Universiteit, Klaas Smit, voormalig hoogleraar Onderhoudskunde aan de TU Delft, de uitvinder van de Energy Ball windturbine Rikus van der Klippe, managementauteur Hessel Visser en wetenschappelijk medewerker L.J.(Hans) Lekkerkerk behoren tot zijn oud-studenten.

### Persoonlijk
Jan in 't Veld was getrouwd met de sociologe Mw. Prof.dr. H.M. in 't Veld-Langeveld (1926-2004), emeritus hoogleraar op het gebied van emancipatievraagstukken aan de Erasmus Universiteit Rotterdam.

## Werk
In 't Veld is grondlegger van Delftse systeemkunde. Hij heeft vooral met boek Analyse van Organisatieproblemen in Nederland bekendheid gegeven aan de toepassing van de Delftse systeemkunde en systeemtheorie in de bedrijfskunde en het management. Dit werk is onder andere uitgewerkt in de sociotechniek van Ulbo de Sitter.

### Systeemdenken en systeemkunde
"De manager denkt al eeuwen in processen en in systemen al noemde hij ze anders", stelde In 't Veld (1985) De Delftse systeemkunde en systeembenadering hebben een denkkader geschapen, waardoor men systematischer en bewuster gaat werken. Dit moet men, aldus In 't Veld, vooral zien als een denkkader voor eigen gebruik. Het overdragen van eigen bevindingen kan even goed zonder het systeemjargon. Het systeemdenken is ook geen middel tegen alle kwalen. Het biedt volgens In 't Veld één bepaalde:
"... systematische wijze van denken over problemen, geeft een beter inzicht en doorzicht, en is een stuk gereedschap dat kan leiden tot een hoger abstractieniveau van beschouwen ten aanzien van concrete situaties... Discussies met andere dan de eigen vakdiscipline worden duidelijker. Multidisciplinair werken wordt beter mogelijk."
Werkelijk interdisciplinair werken tijdens het onderzoek, beheersen we volgens In 't Veld nog nauwelijks. De systeemkunde tracht hierbij hulp te bieden.
"...Deze hulp bestaat vooralsnog vooral uit een meer algemene taal, met scherp gedefinieerde begrippen, een soort wetenschappelijk Esperanto. Kruisbestuiving en beter onderling begrip tussen beoefenaren van volkomen verschillende disciplines wordt daarmee mogelijk. Men moet daartoe zijn eigen vakjargon leren omzetten in die meer algemene taal. Daarnaast en daardoor wordt het ook mogelijk om te bestuderen of een vinding in de ene vakdiscipline mogelijk ook bruikbaar is of kan helpen om op nieuwe ideeën te komen in een andere vakdiscipline.".

### Analyse van organisatieproblemen
In dit werk heeft hij een onderscheid gemaakt in de verschillende systeembegrippen, die hij ieder strak heeft gedefinieerd. Zo definieert In 't Veld een proces als
"...een serie transformaties tijdens de doorvoer, als gevolg waarvan het ingevoerde element verandert in plaats, stand, vorm, afmeting, functie, eigenschap of enig ander kenmerk."

### Organisatiestructurering
In 't Veld heeft een fundamentele visie ontwikkeld op de organisatiestructuur en processen als parallellisatie en specialisatie. Om het werk in een organisatie te kunnen structureren dient men dit werk te "verbijzonderen". Hieronder verstaat In 't Veld het "samenvoegen van de vanuit een bepaald gezichtspunt gelijksoortige of verwante functies, taken of handelingen". Bij de groepering van activiteiten kan men dit ordenen:
- naar taak of functie
- naar product of dienst

Een ordening naar taak of functie noemt In 't Veld een "functionele" ordening. En een ordening naar product of dienst een "productgerichte" ordening.

## Waardering
Volgens Frans van Eijnatten (1989) heeft In 't Veld naast Ulbo de Sitter een belangrijke bijdrage geleverd aan de opkomst van de moderne sociotechniek in Nederland. van Eijnatten stelde:
"... hij ontwikkelde een gedetailleerd analytisch procesmodel van een systeem in 'steady state' met 'equifinaliteit' (vergelijk In 't Veld 1978, 1983, 1987). Hierdoor is het mogelijk geworden organisaties systematisch in procestermen te beschrijven en te analyseren op verschillende niveaus van detaillering."
Van Eijnatten en enige medestanders hebben die inzichten in die tijd gebruikt om tot een eigen analytisch model voor integraal (her-)ontwerpen van organisaties te komen. Volgens Peeters (1995) heeft In 't Veld in dit kader een specifieke bijdrage geleverd wat betreft de typologie van productiestructuren. Peeters stelde:
"... De typologie van produktiestructuren vraagt speciale aandacht. Identificatie vereist een speciale vaardigheid. De achtergrond van de triple-typologie is als volgt. De benamingen 'lijn' en 'functioneel' zijn afkomstig uit de bedrijfspraktijk. Sociotechnici ontdekten daar twee courante structuurtypen (In 't Veld, 1981). Herleid tot de eigenschappen konden twee varianten van de bewerkingsgerichte structuur getypeerd worden: 'lijn' en 'functioneel'. Als tegenhanger is de stroomsgewijze structuur geïntroduceerd. Dit betreft een logisch gefundeerd concept: het geeft de richting voor herontwerp aan."
Dit was vooral uitgewerkt in het boek Organisatiestructuur en arbeidsplaats uit 1981.

## Publicaties
In 't Veld schreef verschillende boeken, artikelen en rapporten. Een overzicht:
- Jan in 't Veld en P.H.M.G Janssen. Lijnproductie; theorie beleid gevolgen, Fokker monografie 1, 1964/65.
- Jan in 't Veld en P.C. Muller, Systeemanalyse : F-104G vliegbedrijf, Fokker monografie 2, 1965.
- Jan in 't Veld, "Nieuwe vormen van decentralisatie in bedrijven," Inaugurele rede Technische Hogeschool Delft, 1968. in: Jan in 't Veld, Pierre Malotaux en Henk Lombaers. Trio-logie: Variaties over een thema uit de bedrijfsleer. 1969.
- Jan in 't Veld, Bedrijfsinformatie; wie moet welke gegevens, waarom, wanneer en op welke wijze weten. TED, wetenschappelijke bijlage, no. 1. 1971.
- Jan in 't Veld, Analyse van organisatieproblemen: een toepassing van denken in systemen en processen, Amsterdam: Agon Elsevier, 1975.
- Jan in 't Veld, Arbeidsplaats en organisatie : verslag van inleiding en discussie gehouden op 16 November 1976, Den Haag: Ministerie van Binnenlandse Zaken, 1976.
- Jan in 't Veld, Organisatiestructuur en arbeidsplaats : de organisatie van mensen en middelen : theorie en praktijk, Amsterdam : Elsevier 1981.
- Jan in 't Veld, Manager en informatie: informatiesystemen met of zonder computer, Amsterdam : Elsevier, 1986.
- Jan in 't Veld, Bedrijfskunde in zwart/wit, Technische Universiteit Delft, Faculteit der Werktuigbouwkunde en Maritieme Techniek, Afscheidsrede Technische Universiteit Delft, 1993.
- Jan in 't Veld, Analyse van bedrijfsprocessen : een toepassing van denken in systemen, bewerking door Marylse in 't Veld en Bé Slatius. Groningen : Wolters-Noordhoff, 2007.